# Irwin Albert Lewis
Irwin Albert (Bud) Lewis (* 4. November 1921 in Illinois; † 18. August 1990 in Glendale (Kalifornien)) war ein US-amerikanischer Journalist und  Pionier der Meinungsforschung. Er etablierte die Wählerbefragung nach Abgabe der Stimme am Ausgang des Wahllokals.

## Werdegang
Als Absolvent der Great Neck (L.I.) High School war er auf dem Campus Mitglied des Charter Club.
Im Zweiten Weltkrieg war er Navigator in der U.S. Air Force und flog zahlreiche Missionen über The Hump  im Kriegsschauplatz China-Burma-Indien.
1947 wurde er Bachelor der Princeton University.
Lewis Karriere als Journalist  begann im American Forces Network in Westdeutschland.
Anschließend wurde er bei United Press International beschäftigt.
Später war er Autor für Nachrichtensendung Today (NBC) von Dave Garroway.
1966 übernahm Lewis das Ressort Abstimmungsverhalten der NBC News. Ab 1969 leitete er die Abteilung Wahlanalyse. Er nutzte als erster das Mittel der Wählerbefragung nach Abgabe der Stimme am Ausgang des Wahllokals um Prognosen am Wahltag zu erstellen.
Von 1979 bis zu seinem Tod war Lewis Direktor des Ressorts Umfragen der Los Angeles Times.
Er wurde von seiner Frau, Alison Cummings, vier Töchtern, Tracy, Alison, Catherine und Jennifer sowie seiner Schwester Robert Neilson überlebt.